# Beatrice (Alabama)
Pour les articles homonymes, voir Béatrice (homonymie).
Beatrice est une municipalité américaine située dans le comté de Monroe en Alabama.
Selon le recensement de 2010, sa population est de 301 habitants. La municipalité s'étend sur 1,35 milles carrés (3,5 km2).

## Démographie
| 1910 | 1920 | 1930 | 1940 | 1950 | 1960 | 1970 | 1980 |
| ---- | ---- | ---- | ---- | ---- | ---- | ---- | ---- |
| 345  | 293  | 342  | 410  | 375  | 506  | 455  | 558  |

| 1990 | 2000 | 2010 | - | - | - | - | - |
| ---- | ---- | ---- | - | - | - | - | - |
| 454  | 412  | 301  | - | - | - | - | - |